# Aptesis perversa
Aptesis perversa är en stekelart som först beskrevs av Joseph Kriechbaumer 1893.  Aptesis perversa ingår i släktet Aptesis och familjen brokparasitsteklar. Inga underarter finns listade.